# MAPKAPK5
MAPKAPK5 (англ. Mitogen-activated protein kinase-activated protein kinase 5) – білок, який кодується однойменним геном, розташованим у людей на короткому плечі 12-ї хромосоми. Довжина поліпептидного ланцюга білка становить 473 амінокислот, а молекулярна маса — 54 220.
| 10         |  | 20         |  | 30         |  | 40         |  | 50         |
| ---------- |  | ---------- |  | ---------- |  | ---------- |  | ---------- |
| MSEESDMDKA |  | IKETSILEEY |  | SINWTQKLGA |  | GISGPVRVCV |  | KKSTQERFAL |
| KILLDRPKAR |  | NEVRLHMMCA |  | THPNIVQIIE |  | VFANSVQFPH |  | ESSPRARLLI |
| VMEMMEGGEL |  | FHRISQHRHF |  | TEKQASQVTK |  | QIALALRHCH |  | LLNIAHRDLK |
| PENLLFKDNS |  | LDAPVKLCDF |  | GFAKIDQGDL |  | MTPQFTPYYV |  | APQVLEAQRR |
| HQKEKSGIIP |  | TSPTPYTYNK |  | SCDLWSLGVI |  | IYVMLCGYPP |  | FYSKHHSRTI |
| PKDMRRKIMT |  | GSFEFPEEEW |  | SQISEMAKDV |  | VRKLLKVKPE |  | ERLTIEGVLD |
| HPWLNSTEAL |  | DNVLPSAQLM |  | MDKAVVAGIQ |  | QAHAEQLANM |  | RIQDLKVSLK |
| PLHSVNNPIL |  | RKRKLLGTKP |  | KDSVYIHDHE |  | NGAEDSNVAL |  | EKLRDVIAQC |
| ILPQAGKGEN |  | EDEKLNEVMQ |  | EAWKYNRECK |  | LLRDTLQSFS |  | WNGRGFTDKV |
| DRLKLAEIVK |  | QVIEEQTTSH |  | ESQ        |  |            |  |            |

A: Аланін

C: Цистеїн

D: Аспарагінова кислота

E: Глутамінова кислота

F: Фенілаланін

G: Гліцин

H: Гістидин

I: Ізолейцин

K: Лізин

L: Лейцин

M: Метіонін

N: Аспарагін

P: Пролін

Q: Глутамін

R: Аргінін

S: Серин

T: Треонін

V: Валін

W: Триптофан

Кодований геном білок за функціями належить до трансфераз, кіназ, серин/треонінових протеїнкіназ, фосфопротеїнів. 
Задіяний у такому біологічному процесі, як альтернативний сплайсинг. 
Білок має сайт для зв'язування з АТФ, нуклеотидами. 
Локалізований у цитоплазмі, ядрі.